# Заикание
Заика́ние — нарушение речи, характеризующееся частым повторением или пролонгацией звуков, слогов, слов, частыми остановками или нерешительностью в речи, разрывающей её ритмическое течение. Диагноз ставится, когда эти симптомы значительны. В отечественной логопедической литературе устоялось более простое, обобщающее предыдущие, определение заикания как «нарушения темпо-ритмической организации речи, обусловленного судорожным состоянием мышц речевого аппарата».
Синонимы: логоневроз (от др.-греч. λόγος «слово», «понятие», «учение»; νεῦρον «нерв», -ωσις — суффикс, обозначающий «ненормальное состояние»), лалоневроз (от др.-греч. λαλιά «речь»; νεῦρον + -ωσις), логоклония (от др.-греч. λόγος «слово» и κλών, род. п. κλωνός «беспорядочное движение»), баттаризм (от имени царя Батта), бальбуцио (от лат. balbuties «заикаться», «запинаться», «говорить невразумительно»), англ. stuttering [ˈstʌtəɹɪŋ]
Согласно клиническим рекомендациям «Специфические расстройства развития речи у детей», утверждённых Минздравом России в 2020 г., в Международной классификации болезней заикание выделено в отдельный код f98.5 МКБ-10, который относится к классу Психических расстройств и расстройств поведения (F00-F99), подгруппы «Других эмоциональных расстройств и расстройств поведения, начинающихся обычно в детском и подростковом возрасте» (f98.0 МКБ-10).
В соответствии с описанием к МКБ-10, заикание характеризуется частым повторением или пролонгированием звуков, слогов или слов либо частыми запинаниями или паузами, что разрывает ритмичное течение речи. Такое состояние следует классифицировать как расстройство только в том случае, если оно столь выражено, что заметно нарушает течение речи. При этом необходимо исключить: тики (F95.-), речь взахлёб (F98.6).
В американском Диагностическом и статистическом руководстве по психическим расстройствам 5-го издания (DSM-5) диагноз «заикание» (англ. stuttering) переименован в англ. «childhood-onset fluency disorder» — «расстройство беглости речи, начинающееся в детском возрасте», код в классификаторе 315.35 (F80.81), относится к подгруппе коммуникативных расстройств группы «neurodevelopmental disorders».

## История
Заикание появилось практически одновременно с речью, потому что упоминания о нём доходят до нас с древнейших времён. Заикались: египетские фараоны, царь Батт, возможно, пророк Моисей (страдал неким дефектом речи, по описаниям похожим на заикание), римский поэт Вергилий, философ и оратор Демосфен (история о его заикании описана греческим писателем Плутархом (46-127 годы н. э.) в сочинении «Сравнительные жизнеописания»). Про царя Батта писал древнегреческий историк Геродот (484−425 годы до н. э.): «Говорит быстро, невнятно, спотыкается, недоговаривает окончания слов», благодаря чему на западе заикание получило название «баттаризм».

### Лечение заболевания у ацтеков
В своём фундаментальном произведении «Общая история дел Новой Испании» (1576 год) Бернардино де Саагун, опираясь на сведения ацтеков о лечении различных заболеваний, привёл объяснение причины возникновения заикания, а также метод борьбы с ним:

Заикание у детей происходит из-за того, что уже подросшие, они сосут молоко |у матерей|, и для |лечения| этого целесообразно отнимать их от груди и заставлять есть.

### Психологические особенности заикающихся
О психологических особенностях заикающихся было известно учёным древности, что отражено в их трудах. Но эта проблема затронута в очень немногих работах и другим аспектам заикания уделено гораздо больше внимания. Учёные древности в своих упоминаниях о психологических особенностях заикающихся писали об использовании психических предосторожностей против заикания (Плутарх) и об особенностях характера заикающихся (Авиценна). В XIX в. в работах многих учёных, занимающихся заиканием, имеются ссылки на психологические особенности заикающихся. Учёные отмечают преобладание психической сферы над другими, говоря о причинах заикания, отмечают слабость воли, упадок духа и смущение (Меркель), преобладание недостатка именно воли как причины заикания (Винекен), влияние душевных волнений на состояние заикающихся и на само заикание (Беккерель, Отто, Безель, Шранк, Диффенбах, Блюме, Коломба, Коэн, Лагузен). Суммируя эти взгляды и, высказывая своё мнение, Сикорский И. А. выделяет такие особенности психики заикающихся, как:
- робость и смущение в присутствии людей;
- чрезмерная впечатлительность;
- яркость фантазий, усиливающая заикание;
- относительная слабость воли;
- разнообразные психологические уловки для устранения или снижения заикания;
- боязнь говорить в присутствии определённых людей или в обществе.

Также большое значение в освещении практической помощи заикающимся того времени имеет история болезни заикающегося мальчика, в которой Сикорский И. А. тщательно и научно обоснованно даёт психологическую характеристику пациента, пытаясь дифференцировать его психологические особенности и помочь пациенту, используя их. Эта история болезни не приводилась ни в одном из известных литературных источников, хотя этот случай представляет собой пример учитывания психологических особенностей заикающихся и попытку связать их с практической помощью пациенту. Многие авторы считают, что такое тщательное исследование психологических особенностей заикающихся начинается только в XX в. Говоря об изменении и развитии взглядов на психологические особенности заикающихся учёных древности по сравнению с учёными XIX в., необходимым отметить, что в XIX в. появилась точка зрения о преобладании влияния психологического аспекта над всеми другими аспектами, влияющими на заикание. Также учёные XIX века конкретизировали и обобщили психологические особенности заикающихся, особенно это относится к монографии Сикорского И. А.
В XX веке значительно увеличилось количество исследований, посвящённых психологическим особенностям людей с заиканием. В отличие от работ предыдущих эпох, в актуальных научных трудах стал чётко прослеживаться дифференцированный подход к заикающимся с учётом их возрастных групп. Учёные продолжили, и уточнили точку зрения авторов прошлого (Сикорский И. А.) о том, что заикание чаще всего проявляется в раннем возрасте и психологические особенности заикающихся также видны уже в раннем возрасте (Гиляровский В. А.). К началу XX века учёные пришли к пониманию того, что заикание — это сложное психофизиологическое расстройство (Либманн А., Неткачев Г. Д., Фрешельс Э., Гиляровский В. А.). К 30-м годам XX века и в последующие 50—60-е годы механизм заикания и, соответственно, психологические особенности заикающихся многие учёные нашей страны и зарубежных стран стали рассматривать, опираясь на учение Павлова И. П. о высшей нервной деятельности человека и, в частности, о механизме невроза (Флоренская Ю. А., Поваренский Ю. А., Гиляровский В. А., Хватцев М. Е., Тяпугин И. П., Лебединский М. С., Ляпидевский С. С., Поварин А. И., Динкин Н. И., Кочергина В. С., Зееман М., Совак М., Митронович-Моджеевска А., Беккер К-П.).
В 70-е г. в психиатрии были предложены клинические критерии для разграничения невротической и неврозоподобной форм заикания. Учёные стали рассматривать психологические особенности заикающихся в зависимости от клинических форм заикания (Асатиани М. Н., Драпкин Б. 3., Казаков В. Г., Белякова Л. И.). Также к концу XX века появились работы, которые с точки зрения не одной науки, а нескольких наук (психология, педагогика, медицина) тщательно исследуют психологические особенности заикающихся (Селиверстов В. И., Шкловский В. М.). Также появились работы, посвящённые частным вопросам психологических особенностей заикающихся (Волкова Г. А., Зайцева Л. А.) Появление этих работ говорит о качественном изменении подхода к изучению психологических особенностей заикающихся, поскольку эти работы вобрали в себя большой опыт прошлых веков, систематизировали его и на основе этого, а также на основе использования сведений различных наук целостно представили, что такое психологические особенности заикающихся. Необходимо отметить, что работы по частным вопросам психологических особенностей заикающихся (особенности поведения в игре, особенности поведения в конфликтных ситуациях, особенности мыслительной деятельности и др.) появились только в конце XX века.

### Становление и развитие подходов к преодолению заикания
Можно предположить, что первые сведения о психокоррекционной работе встречаются в изложенной Плутархом истории лечения Демосфена. Демосфен пользовался следующими методами и приёмами психокоррекции своего дефекта речи и своих психических особенностей:
- декламация под шум морских волн;
- выбор образца для подражания и подражание ему как в речи, так и в мимике и жестах (Перикл);
- упражнения в беззвучном мысленном произнесении слов (в месте, удалённом от людей).

В XIX веке многие учёные в своих системах лечения заикания (Итар, Ли, Коломба, Беккерель, Шервень, Блюме, Отто, Меркель, Шультесс, Лагузен Х., Кён Р.) не выделяли в отдельный раздел психическое лечение и предлагали использовать только отдельные приёмы психокоррекционного воздействия, такие как:
- личное воздействие руководителями (Коломба, Меркель, Лагузен X.[14]);
- отвлечение внимания больного от дефектной речи (Коломба, Отто) ;
- использование художественной литературы для улучшения психического состояния заикающихся (Блюме, Кён Р.[15]);
- построение речевого высказывания в мыслительном плане ещё до моторного воспроизведения (Безель).

Большое значение для психокоррекционной работы с заикающимися в данный период имеет монография Сикорского И. А., в которой психическое лечение выделяется в отдельный раздел и предлагается Сикорским И. А. как неотъемлемая часть комплексного подхода к лечению заикания. Сикорский И. А. особо подчёркивает значение психического лечения именно для заикания и чётко формулирует план психического лечения. Такого плана лечения мы не встречаем в литературе от древности до конца XIX века.
В начале XX века появились отдельные работы, посвящённые именно психокоррекционному воздействию на заикающихся (Неткачев Г. Д., Тартаковский И. И.). В работах Неткачева Г. Д. и Тартаковского И. И. появился качественно новый взгляд на психокоррекционные приёмы и методы воздействия на заикающихся. Неткачев Г. Д., в отличие от учёных прошлого, отвергает дыхательную гимнастику, которая неизменно входила во многие системы лечения заикающихся, говоря, что она плохо влияет на психическое состояние заикающихся, мешая психокоррекционной paботе. Неткачев Г. Д. составил чёткий план психокоррекционного воздействия, названный им «психологическим методом». У Неткачева Г. Д. мы встречаем план психологической помощи семьям заикающихся детей и им самим. Такого плана ранее не было в трудах учёных, хотя отдельные советы давались в монографии Сикорского И. А. В русле психологической помощи заикающимся детям важны появившиеся работы Гиляровского В. А..
Важной и определяющей в данный период времени является работа Тартаковского И. И., в которой он изложил последовательную и обоснованную практическим опытом, поддержанную крупнейшими учёными того времени, систему психотерапевтической работы с заикающимися. Эта система вызвала большие споры в 20-е годы XX века, что подтверждает её необычность и революционность. Мысль Тартаковского И. И. о том, что заикающиеся должны самостоятельно справляться со своими нарушениями — взять лечение в свои руки и, при этом, врачи, психологи, педагоги и другие специалисты будут только консультировать их — не встречалась в истории проблемы заикания от древности до времени, когда её предложил Тартаковский И. И. Также, важными, на наш взгляд, являются положения Тартаковского И. И. о коллективной психотерапии и об учёте индивидуальных особенностей заикающихся. Необходимо отметить тот факт, что система Тартаковского И. И., появившаяся в 20-е годы, органично связана со временем своего появления. Именно в 20-е г.г. во всех областях науки и культуры шли поиски и эксперименты, многие из которых впоследствии или совсем исчезли или сохранились в сильно изменённом виде.
В 1950—1960-е годы К. М. Дубровским был предложен «Метод одномоментного снятия заикания». Это сугубо психотерапевтический метод, который представляет собой императивное внушение в бодрствующем состоянии. Метод Дубровского привлёк к себе такое внимание, потому что на тот момент в Советском Союзе практически не было реальных методов по эффективной коррекции заикания. Более того, те методы, которые были, не включали в себя ни психологического компонента, ни, тем более, терапевтического.
Во второй половине XX века произошли важные изменения в психокоррекционной работе с заикающимися. Многие учёные стали рассматривать психокоррекционную работу как раздел комплексного медико-педагогического подхода по преодолению заикания (Ляпидевский С. С., Лебединский B. C., Селиверстов В. И., Шкловский В. М. и др.). По сравнению с XIX в. и началом XX в. учёные стали чётко разграничивать методы и приёмы логопедического воздействия и психокоррекционную работу. Появилось чёткое разделение методов и приёмов психокоррекционного воздействия по разным возрастным группам заикающихся (Драпкин Б. 3., Волкова Г. А., Белякова Л. И., Дьякова Е. А., Рау Е. Ю., Карпова Н. Л., Некрасова Ю. Б. и др.). В данный период чётко наметилась тенденция значимости социальной реабилитации заикающихся как первостепенной задачи. В прошлом многие авторы ставили на первое место только избавление от заикания как от речевого дефекта. К концу века была разработана система социореабилитации заикающихся (Некрасова Ю. Б., Карпова Н. Л.), которая, опираясь на ряд наук (философия, психология, педагогика, медицина), развивает идеи комплексного подхода с целью интегративного воздействия на личность заикающегося в целом. Названные подходы имеют глубокие исторические корни. Комплексный подход к работе с заикающимися, учитывающий психокоррекционное направление, берёт своё начало от исследований Сикорского И. А., а современный интегративный подход к психокоррекционной работе в психологии и педагогике основывается на исследованиях Рубинштейна С. Л., Выготского Л. С., Лурии А. Р.
Перспективы коррекционной работы связаны с индивидуально-ориентированным подходом к обучению и воспитанию, который успешно применяется в современных системах работы с заикающимися и имеется тенденция дальнейшего развития и углубления этого подхода в работе с заикающимися (Некрасова Ю. Б., Л. З. Арутюнян-Андронова, Карпова Н. Л., С. Б. Скобликова, Е. Ю. Рау и др.). В ряду комплексных систем исправления заикания отдельное место занимает технология лечения детского и подросткового заикания в коррекционной семье, разработанная С. Б. Скобликовой. Технология позволяет глубоко индивидуализировать процесс лечения и социореабилитации для ребёнка сначала в семье специалиста, а затем и в родной семье лечащегося на основе эффективной модели, полученной в ходе коррекционного курса.

## Типы заикания
Формально принято выделять две формы заикания: тоническую, при которой возникает пауза в речи либо какой-то звук растягивается, и клоническую, характеризующуюся повторением отдельных звуков, слогов или слов. Также выделяют смешанную форму заикания, при которой наблюдаются и тонические, и клонические судороги.
В другой классификации различают неврозоподобную и невротическую форму заикания. Неврозоподобная форма заикания подразумевает выраженный неврологический дефект, в частности, нарушения моторики в целом и артикуляции в частности; типична коморбидность с дизартрией. При этом возможно возникновение невротических реакций, но течение заикания мало зависит от них. Дети, страдающие неврозоподобным заиканием, обычно поздно начинают говорить, вообще развиваются чуть медленнее сверстников. Электроэнцефалография (ЭЭГ) в большинстве случаев выявляет патологическое либо пограничное функционирование головного мозга.
При невротической форме заикания типично нормальное либо раннее речевое и моторное развитие. Запинки изначально возникают на фоне стресса, как однократного (испуг), так и хронического. У таких детей отсутствуют выраженные неврологические нарушения, их ЭЭГ отражает более гармоничное функционирование мозга, чем в предыдущей группе. При этом выраженность заикания крайне зависит от функционального состояния: эти люди зачастую почти чисто говорят в спокойной обстановке, но в случае стресса (публичное выступление, разговор с незнакомым человеком, внезапно заданный вопрос) не могут сказать ни слова из-за сильных речевых судорог. Также отмечается сильная выраженность логофобии (страха говорить) и избегающего поведения. В целом состояние этих больных соответствует критериям невроза, поэтому для невротической формы заикания чаще применяют термин «логоневроз», однако некоторые авторы используют его просто как синоним слова «заикание». Несмотря на возможность неблагоприятной динамики с переходом в невротическое формирование личности в пубертатном возрасте, сам синдром заикания обнаруживает чёткую тенденцию к сглаживанию и даже исчезновению в постпубертатном периоде.

## Признаки
Заикание клонической формы сопровождается прерываниями речи, которые могут выражаться в повторении отдельных звуков, слогов или целых фраз, в неестественных растягиваниях звуков (при клонической форме заикания звуки, слоги повторяются, например: «м-м-м-м-м-м-м-м-м-мячик», «па-па-па-па-па-паровоз», при тонической форме заикания часто возникают паузы в речи, например: «м….ячик», «авт…обус»).
Заикание почти всегда сопровождается напряжением, тревогой и страхом перед речью.
При этом возможны неестественные движения, гримасы лица или тики, с помощью которых заикающийся человек пытается преодолеть заикание.
Часто при заикании наблюдаются разного рода фобии, например социофобия, связанная со страхом перед речью. Возможны случаи социальной самоизоляции.

## Распространённость
Исследователями приводятся разные цифры о количестве заикающихся, — от 1 до 5 %. Среди лиц мужского пола оно встречается в 4 раза чаще, чем среди женщин, и в 90—95 % случаев наблюдается в возрасте 2—7 лет. Иногда рецидив заикания случается у подростков в возрасте 15—17 лет, чаще всего это связано с возникновением неврозов.
Чаще всего заикание проходит с возрастом, по статистике 1 % взрослых заикается.

## Причины

### Причины возникновения
Причины возникновения заикания точно не установлены. Предполагается, что возникновение заикания обусловливается совокупностью генетических и неврологических факторов. В любом случае, заикание сопровождается повышением тонуса и возникновением судорожной готовности двигательных (моторных) нервных речевых центров, включая центр Брока. Также есть вполне обоснованное мнение, что заикание возникает вследствие испуга в раннем возрасте у детей. Так, к примеру, многие заикающиеся утверждают, что дефект речи появился в раннем возрасте вследствие сильного испуга (т.к мутизм может перетекать в логофобию и логоневроз). У взрослых людей заикание может появиться вследствие контузии, такое заикание может пройти со временем. Любое отклонение от нормативного развития речи способно привести к возникновению заикания: раннее речевое развитие с бурным накоплением словарного запаса; или, наоборот, задержка психоречевого развития, алалия, общее недоразвитие речи, характеризующиеся низким объёмом знаний и представлений о мире, малым словарным запасом; стертая форма дизартрии, дислалия, ринолалия. Заикание может возникать у детей вследствие подражания заикающемуся родителю. Заикание зачастую возникает после перенесённых инфекционных заболеваний и может быть сопутствующим диагнозом при заболеваниях центральной нервной системы, чаще всего детский церебральный паралич (ДЦП).
В 2016 году учёные выяснили, что у страдающих заиканием взрослых людей снижен региональный церебральный кровоток в верхней лобной извилине и в центре Брока, который отвечает за произнесение слов.
Заикание также имеет много общего с синдромом Туретта в том, что оба начинаются в детстве, имеют сходное соотношение мужчин и женщин 4: 1, реагируют на антагонисты дофамина и симптоматически ухудшаются при приеме агонистов дофамина.

### Механизм
Заикание вызывается спазмами речевого аппарата: языка, нёба, губ или же мышц гортани. Все, кроме последнего — артикуляционные судороги, судороги мышц гортани — голосовые (отсюда название «заикание» — спазмы напоминают икоту). Также существуют дыхательные судороги, при которых нарушается дыхание и возникает ощущение нехватки воздуха. Механизм возникновения спазмов связывают с распространением избыточного возбуждения от двигательных речевых центров головного мозга к соседним структурам, включая смежные двигательные центры коры и центры, ответственные за эмоции.

## Факторы улучшения/ухудшения речи
Данные факторы индивидуальны по типу заикания, но есть некоторые «правила», «работающие» в большинстве случаев.

### Условия, благоприятно влияющие на речь заикающегося
И. А. Сикорский в своей монографии «О заикании» рекомендовал «медленную речь, произносимую низким голосом и однообразным тоном» в качестве фактора, уменьшающего заикание.
Микрюкова О. Н. считает, что также для нормализации речи полезно пение и пение с движениями. Оно помогает достичь плавности и ритмичности речи. Пение помогает развивать мелодичность, силу и частоту звучания звуков. По её словам, немаловажно правильно научить ребёнка дышать. Это способствует формированию ощущения опоры звука.

### Условия, неблагоприятно влияющие на речь заикающегося
Если заикание — невроз, оно усиливается, когда человек начинает нервничать, а также вообще при сильных эмоциях. Также необходимо учитывать социальное окружение — в одиночестве человек, как правило, говорит без заикания.

### Дети группы риска, у которых может возникнуть заикание
- дети, страдавшие в раннем возрасте спазмофилией. Такие дети имеют повышенную судорожную активность;
- дети с тревожными чертами характера или наблюдающие конфликтные ситуации в семье;
- дети с задержкой речевого развития (ЗРР), алалией или дизартрией в возрасте от 3—6 лет;
- дети с ранним ускоренным речевым развитием, когда предъявляются непосильные для ребёнка требования и происходят информационные перегрузки;
- дети, имеющие в своём окружении людей с заиканием;
- социально депривированные дети;
- дети, воспитывающиеся в патологической микросоциальной среде[25];
- дети родителей, имеющих патологические черты характера[25];

- дети с неблагоприятной в отношении заикания наследственностью[34];
- дети, воспитывающиеся в условиях двуязычия, которое затрудняет процесс овладения ребёнком речью в период её становления.

Причины подразделяются на две группы: физиологические и психосоциальные.
К физиологическим причинам относятся общее недоразвитие речи, последствия перинатальной патологии нервной системы, длительные и хронические заболевания ребёнка, черепно-мозговые травмы разной степени тяжести, интоксикации и др.
К психосоциальным причинам относят: стрессы, психические травмы, полученные ребёнком, переучивание ребёнка-левши на использование только правой руки, подражание заикающимся из близкого окружения (родители, другие члены семьи, друзья и знакомые), перегрузка речевым материалом, ускоренные темпы речи окружающих ребёнка взрослых и др.

## Методики лечения
Лечение заикания в любом случае есть прямое или косвенное воздействие на речевую функцию, приводящее к улучшению состояния в результате компенсаторной реакции организма на тот или иной вид коррекционного воздействия. Ввиду того, что заикание имеет выраженную функциональную, личностную и социальную стороны, его лечение обязательно содержит терапевтическую, педагогическую и реабилитационную составляющие. При этом значимость и результативность педагогического и реабилитационного компонентов находятся в зависимости от индивидуальных способностей пациента воспринимать коррекцию. Поэтому лечение заикания — сложный и противоречивый процесс, далеко не всегда зависящий от качества применяемого метода.
Существует ряд способов вылечить заикание, но, к сожалению, ни один из них не даёт гарантии 100 %.

### Факторы, осложняющие лечение заикания
По мнению С. Б. Скобликовой, главными факторами, осложняющими лечение заикания в детском возрасте психолого-педагогическими методами, являются: сопротивляемость детей коррекционному воздействию, снижение уровня их когнитивного развития, дизартрия. Автор считает, что любой ребёнок от природы счастлив, и коррекционные требования логопеда воспринимаются им как «ненужная и трудная обязанность». Поэтому на первый план при исправлении заикания выходит авторитет родителей, их способность мобилизовать ребёнка к выполнению терапевтических рекомендаций специалиста. При этом каждая система лечения должна стимулировать ребёнка к развитию когнитивности с целью улучшения усвоения им преподаваемого специалистом коррекционного материала, а каждая семья должна организовать саногенную микросоциальную среду. С. Б. Скобликова считает полное излечение от заикания ребёнка, страдающего стёртой дизартрией, невозможным и предлагает обязательное устранение дизартрии до начала работы над заиканием. Если устранение всех этих факторов оказывается затруднено, то у ребёнка и его родителей остаётся только медикаментозный путь лечения заикания.
Все методики лечения заикания подразделяются по типам методического подхода и видам терапевтического воздействия. В целом их можно подразделить на:
- Логопедические;
- Психологические;
- Психотерапевтические;
- Логопсихотерапевтические;
- Социо-реабилитационные;
- Медикаментозные.

Терапевтическая организация методик лечения заикания может быть: амбулаторной, стационарной, семейной, групповой и индивидуальной.
Некоторые авторы систем исправления заикания: Некрасова Ю. Б., Дубровский К. М., Громыко В. М., Шутова Н. Г.